# Большая Горка (Архангельская область)
Большая Горка — деревня в Красноборском районе Архангельской области. Входит в состав Верхнеуфтюгского сельского поселения.

## География
Находится в юго-восточной части Архангельской области на расстоянии приблизительно 6 км на север-северо-восток по прямой от административного центра поселения деревни Верхняя Уфтюга на левобережье реки Уфтюга.

## История
Была отмечена еще в 1939 году в составе Петраковского сельсовета.

## Население
Численность населения: 5 человек (русские 100 %) в 2002 году, 4 в 2010.